# Esterre
Esterre  es una población y comuna francesa, en la región de Mediodía-Pirineos, departamento de Altos Pirineos, en el distrito de Argelès-Gazost y cantón de Luz-Saint-Sauveur.

## Demografía
| 166 | 188 | 151 | 135 | 189 | 199 | 206 |
| Para los censos de 1962 a 1999 la población legal corresponde a la población sin duplicidades (Fuente: INSEE [Consultar]) |     |     |     |     |     |     |

## Patrimonio
Château Sainte Marie (Castillo de Santa María): Construido en el s. X por los Condes de Bigorre, y que ha servido como refugio a los habitantes del valle en numerosas ocasiones.